# Parque Natural do Faial
O Parque Natural do Faial (PNIFAI) foi criado pelo Decreto Legislativo Regional n.º 46/2008/A, de 7 de Novembro posteriormente alterado pelo Decreto Legislativo Regional n.º 7/2019/A, de 27 de março, com o objectivo de melhorar a gestão das áreas protegidas da ilha. O Parque Natural do Faial engloba cerca de 17 % da área total da ilha do Faial, repartindo-se por 13 áreas protegidas classificadas segundo quatro categorias da IUCN (União Internacional para a Conservação da Natureza) – Reserva Natural (Caldeira do Faial, Morro de Castelo Branco e Caldeirinhas do Monte da Guia), Área Protegida para a Gestão de Habitats ou espécies (do Cabeço do Fogo, dos Capelinhos, da Costa Noroeste, Varadouro e Castelo Branco), Área de Paisagem Protegida (do Monte da Guia e da Zona central da Ilha) e Área Protegida de Gestão de Recursos (do Canal Faial-Pico/Sector Faial, de Castelo Branco, dos Capelinhos e dos Cedros).
Estas áreas fazem-se acompanhar de alguns pontos importantes de interpretação e contemplação, que permitem ao visitante descobrir a biodiversidade oferecida por um património natural único em todo o mundo. Destacam-se, assim, os centros de interpretação e os miradouros para contemplação em alguns locais privilegiados do Parque Natural do Faial.

## Parque Natural do Faial - Primeiro Destino EDEN em Portugal

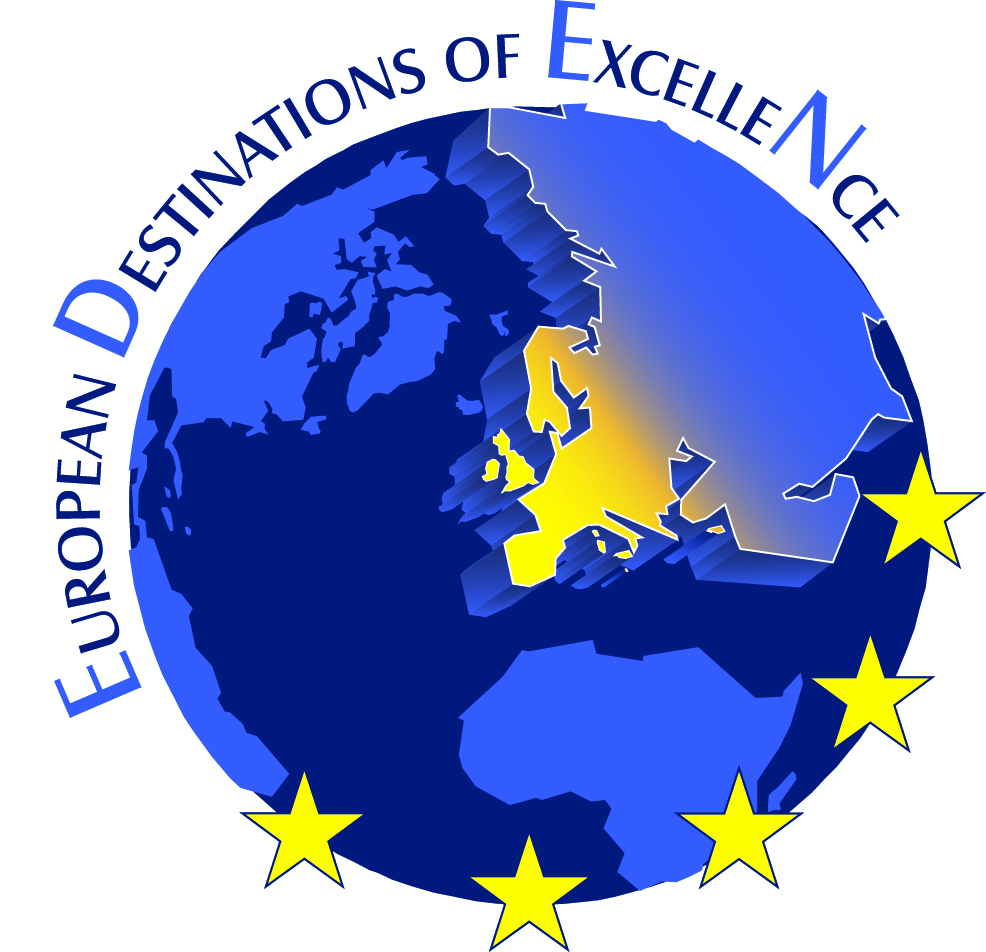
EDEN - Destinos Europeus de Excelência

O Parque Natural do Faial, o qual prima pela inovação, foi distinguido pela Comissão Europeia, como o destino designado para representar Portugal no programa EDEN (European Destinations of Excellence – Destinos Europeus de Excelência), importante galardão atribuído pela União Europeia aos melhores locais da Europa para actividades turísticas sustentáveis, e que pela primeira vez se associa ao nosso país. Este projecto teve início em 2007 mas 2011 é o primeiro ano em que Portugal se associa.
Os destinos participantes devem demonstrar que desenvolveram um projecto sustentável e economicamente viável e que vá ao encontro do tema anual escolhido pelo EDEN, evidenciando os aspectos únicos que proporcionarão aos turistas uma experiência inolvidável. 
Em 2011 o tema escolhido, é Tourism and regeneration of physical sites (Valorização Turística de Sítios) e visa dar destaque a destinos turísticos nacionais (não tradicionais) que tenham requalificado os seus sítios naturais ou o seu património local, convertendo-os em atracções turísticas que se constituam, por essa via, como catalisadores de uma maior dinamização local. Portugal, através do Parque Natural do Faial, associa-se pela primeira vez a esta iniciativa comunitária.

## Centros de interpretação do Parque Natural do Faial

### Casa do Parque

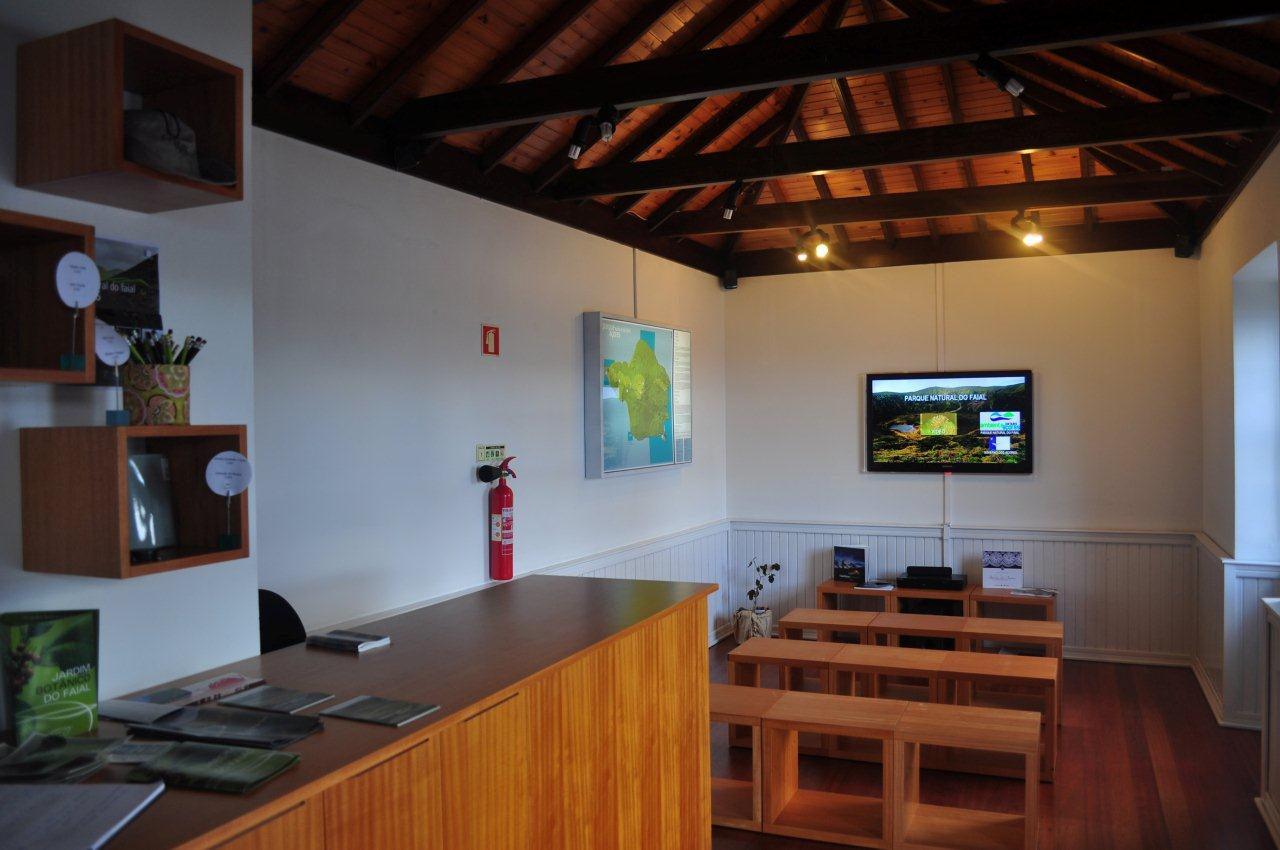
Casa do parque

O PNIFAI oferece uma casa de recepção, chamada de Casa do Parque e que funciona como uma porta de entrada para o mesmo. Nesta casa são dadas a conhecer todas as valências do Parque Natural, como todos os centros, trilhos, miradouros e actividades.

### Centro de interpretação do Vulcão dos Capelinhos
O Centro de Interpretação do Vulcão dos Capelinhos (CIVC) permite conhecer os fenómenos geológicos e vulcânicos que deram origem aos Açores (com especial destaque para a ilha do Faial), bem como de outros vulcões de vários locais do mundo e ainda conhecer uma colecção de rochas e minerais. Inaugurado em 2008, este centro é um verdadeiro hino à engenharia e arquitectura contemporânea, tendo conseguido fundir o passado com o futuro, uma vez que o mesmo se encontra sob uma antiga ruína de um farol destruído pelo Vulcão dos Capelinhos (erupção em 1957/58). Inserido numa paisagem verdadeiramente lunar, o CIVC, escondido no meio de cinzas vulcânicas, é um centro de ciência de topo.

### Jardim Botânico do Faial
Para interpretar o mundo das plantas do PNIFAI, encontra-se disponível o Jardim Botânico do Faial, cujas finalidades são as de sensibilizar para a importância dos habitats principais dos Açores e dar a conhecer a importância das suas plantas nativas. Disponibiliza, também, aos seus visitantes, uma colecção viva de plantas oriundas de outros pontos do mundo, as chamadas plantas exóticas, onde se destaca uma estufa de orquídeas, a mais recente infra-estrutura do Jardim. No Jardim Botânico do Faial encontra-se ainda uma área dedicada às plantas aromáticas e medicinais, usadas tradicionalmente em curas e culinária.

### Antiga Fábrica da Baleia

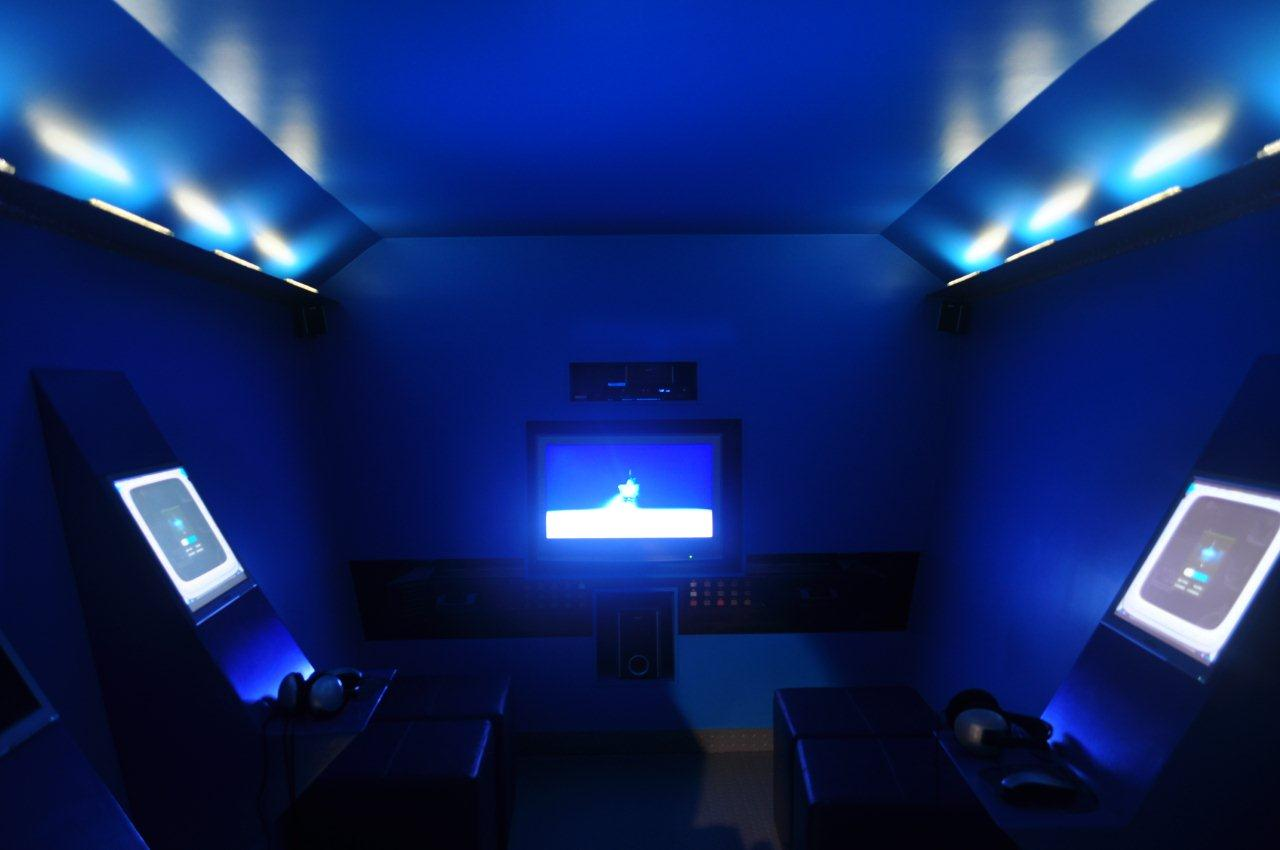
Simulador

Para se conhecer um pouco mais das tradições ligadas ao mar, nomeadamente da caça à baleia, e descobrir os ecossistemas costeiros e oceânicos dos Açores, o Parque Natural do Faial apresenta a antiga Fábrica da Baleia, pertencente à Secretaria Regional do Ambiente e do Mar - Governo Regional dos Açores, onde se encontram desde a palamenta das embarcações típicas, aos maquinismos utilizados para o aproveitamento dos cachalotes, e até um simulador virtual de uma viagem até aos 3000 metros de profundidade. É também neste local que se encontra o Observatório do Mar dos Açores (OMA).

### Casa do Cantoneiro (casa de interpretação da Caldeira do Faial)

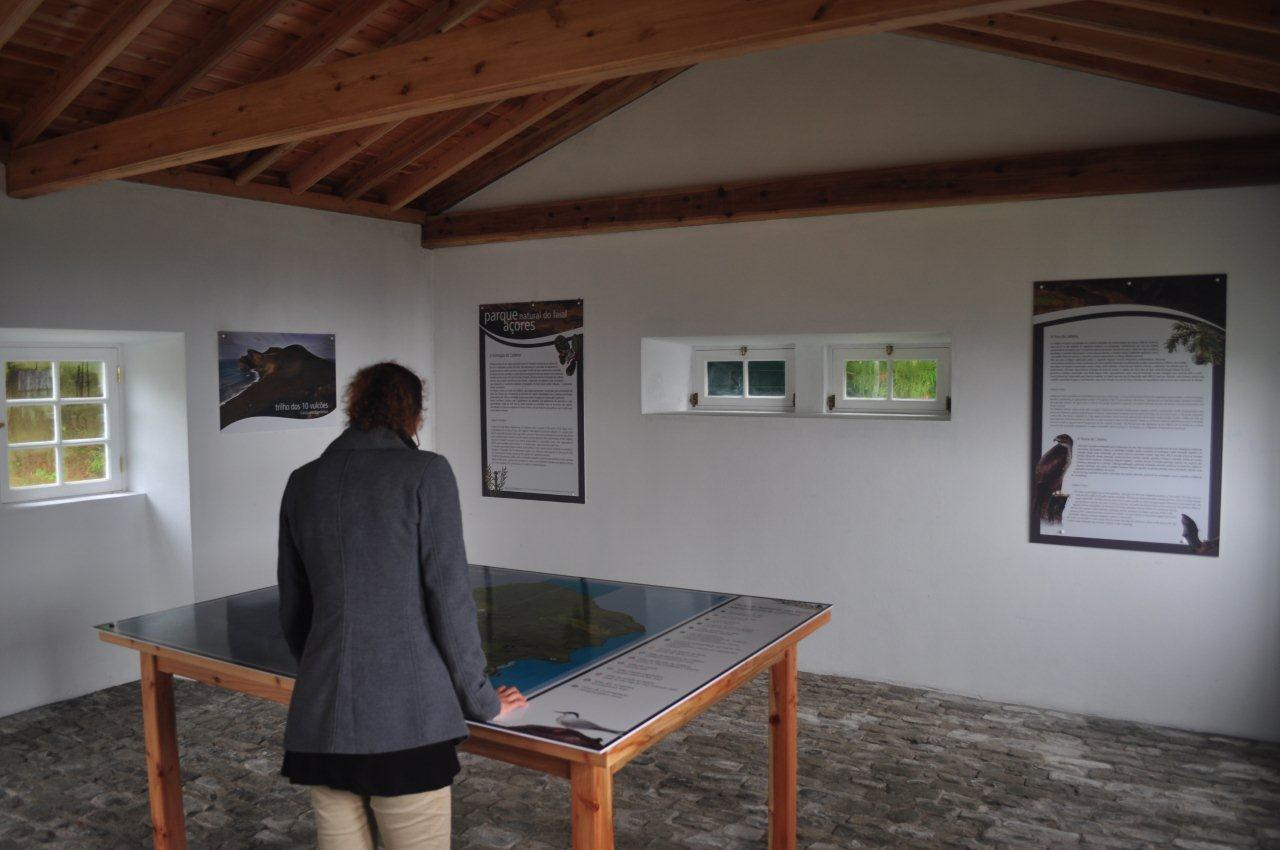
Casa do cantoneiro

A Casa do Cantoneiro é uma casa recentemente recuperada, que antigamente tinha a finalidade de funcionar como armazém de material de construção de estradas, e limpeza das bermas das mesmas. Por vezes servia também de casa de abrigo para os trabalhadores, durante tempestades inesperadas. Agora serve como centro de interpretação da Caldeira do Faial, uma vez que nela se encontram uma descrição de vários aspectos relacionados com flora, fauna e geologia, e ainda uma maqueta com os vários trilhos e miradouros pertencentes ao Parque Natural.

### Casa de apoio da Caldeira do Faial
A Casa de Apoio da Caldeira, é uma casa antiga recentemente restaurada com o intuito de dar o apoio necessário a todas as pessoas que pretendam realizar trilhos na área desta Reserva Natural (descida à Caldeira, perímetro da Caldeira e trilho dos 10 Vulcões).

### Miradouros
Como forma contemplação das áreas naturais, existem também vários miradouros espalhados pela ilha, destacando-se o da Caldeira, o do Cabouco, o de Nossa Senhora da Conceição, o da Ribeira das Cabras, o do Morro de Castelo Branco, o do Vulcão dos Capelinhos, o das Caldeirinhas e o dos Dabney, encontrando-se os dois últimos no Monte da Guia.

## Trilhos no Parque Natural do Faial
O PNIFAI reúne um conjunto de trilhos pedestres muito variados, desde alguns próximos do mar, àqueles em pleno centro da ilha, até à subida de um vulcão. Neste Parque Natural encontra-se aquele que é o maior trilho pedestre dos Açores, o Trilho dos 10 Vulcões, que se estende ao longo de 27 km, percorrendo um alinhamento de vários cones vulcânicos verdadeiramente impressionantes. Em baixo encontram-se os trilhos possíveis de realizar no PNIFAI.

### Perímetro da Caldeira

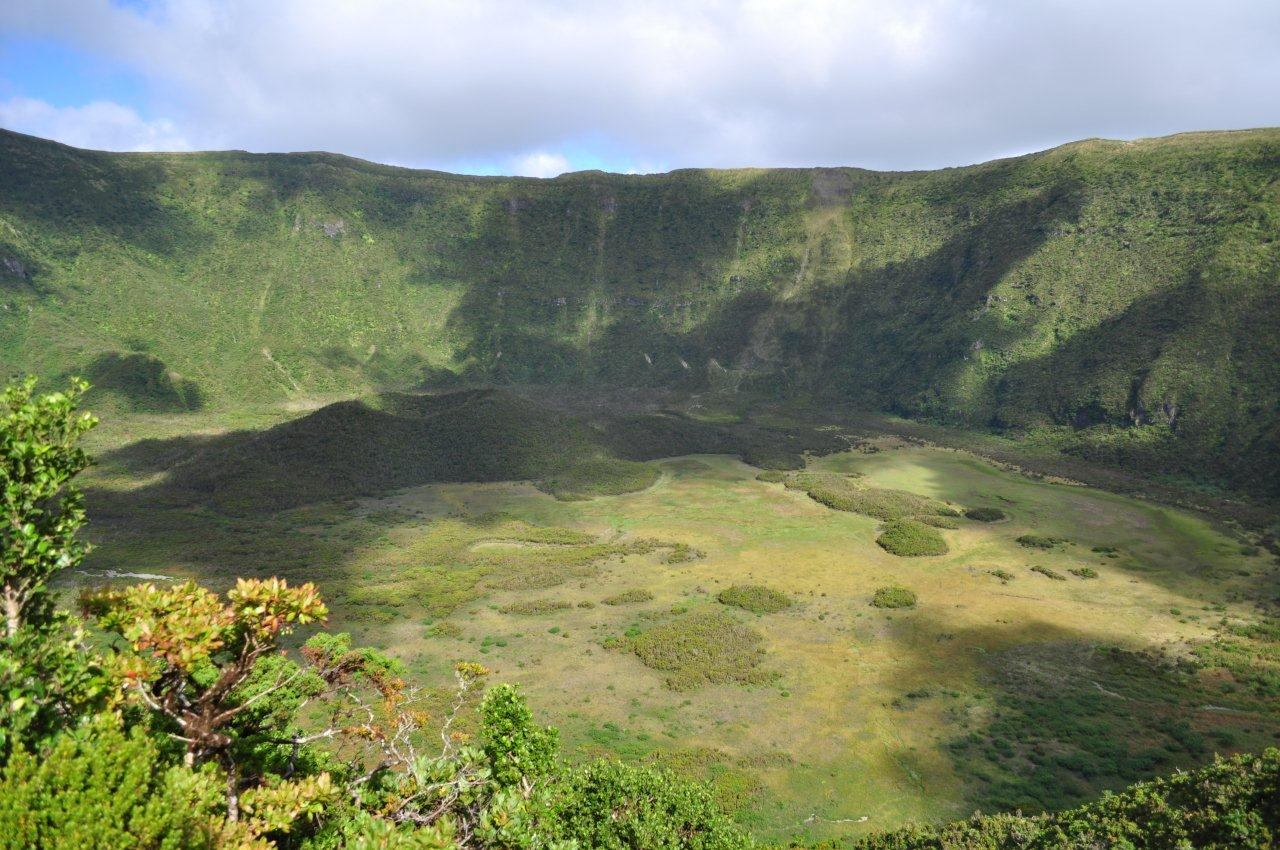
Caldeira do Faial

O percurso do perímetro da Caldeira apresenta uma extensão de aproximadamente 7 km e um grau de dificuldade médio. O seu início é efectuado junto ao miradouro da Caldeira. Daqui poderá apreciar a beleza desta majestosa cratera. Localizada na parte central da ilha do Faial, a Caldeira apresenta um diâmetro de cerca de 2 km e uma profundidade média de 400 metros encontrando-se coberta por exuberante vegetação de Laurissilva.
A avifauna local é caracterizada por formas endémicas dos Açores, de entre os passariformes, são bastante comuns o tentilhão (Fringilla coelebs moreletti), a estrelinha (Regulus regulus), e o canário-da-terra (Serinus canaria) destacando-se, de entre as aves de rapina, os milhafres (Buteo buteo rothschildi).
A Reserva Natural da Caldeira do Faial faz parte da Rede Natura 2000 e encontra-se classificada como Zona de Protecção de Aves Selvagens pela Directiva Aves e como Sítio de Interesse Comunitário pela Directiva Habitats. Encontra-se igualmente classificada como sítio Ramsar, zona húmida de importância internacional pela Convenção de Ramsar.

### Levada

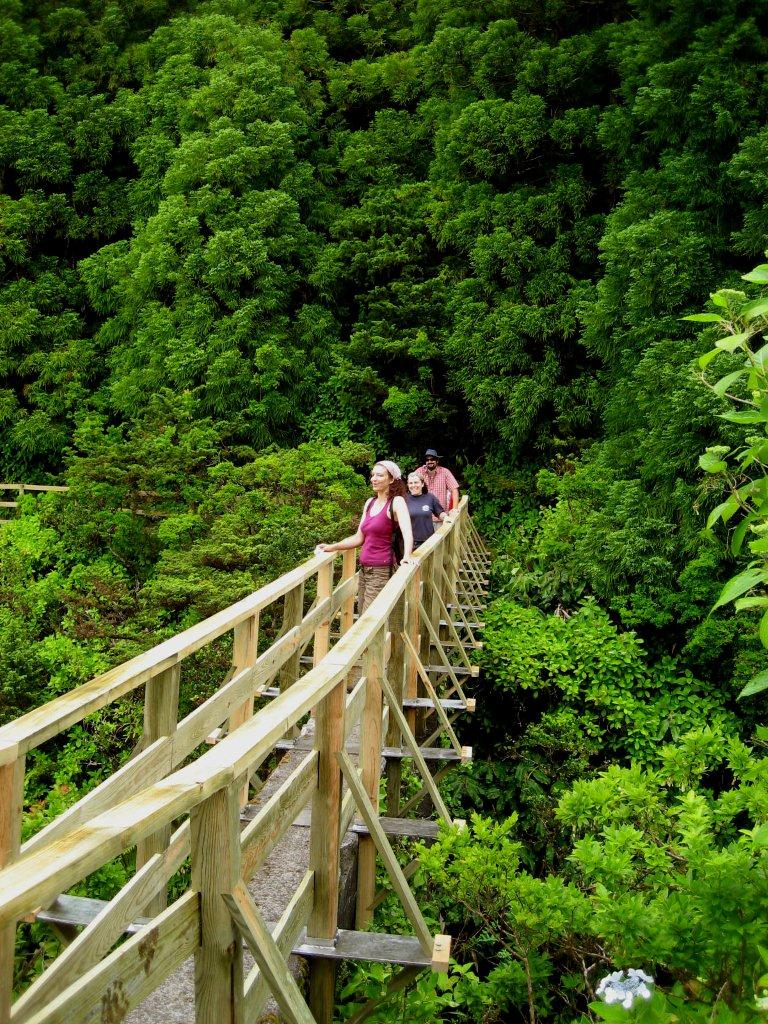
Ponte no trilho da Levada

O percurso da Levada inicia-se junto a uma estrada secundária de bagacina e apresenta uma extensão de aproximadamente 3 km, com um grau de dificuldade baixo. As espécies faunísticas possíveis de observar são essencialmente aves dos Açores, como a galinhola (Scolopax rusticola), melro(Turdus merula azorensis), a estrelinha (Regulus regulus inermis) e o tentilhão (Fringilla coelebes moreletti). 
Antes de se iniciar o trilho da Levada, é sugerida a passagem pelo Cabeço dos Trinta. Este cabeço faz parte do Complexo Vulcânico do Capelo, e consiste num antigo cone vulcânico basáltico. Para além de podermos percorrer esta estrutura geológica, é possível entrar nela através de um túnel e visitar o centro da cratera deste antigo vulcão, revestida, agora, por vegetação natural, como a urze (Erica azorica), azevinho (Ilex azorica), bracel-do-mato (Festuca jubata), queiró (Daboecia azorica), polipódio (Polypodium azoricum), Tolpis azorica e rapa-língua (Rubia agostinhoi). No início do trilho da levada propriamente dito existe um tanque de armazenamento de água com capacidade total para cerca de 1 400 m³. Os canais da levada e os tanques nela existentes pertencem à antiga melhor obra de engenharia hidroeléctrica nos Açores, construída por volta de 1963.

### Capelo-Capelinhos
Este trilho inicia-se junto do Parque Florestal, nas Trupes do Capelo. Com uma duração aproximada de 2h30m, estende-se por 6,4 km, ao longo dos quais é possível apreciar uma grande diversidade ecológica e geológica que caracteriza o Parque Natural. Neste passeio, percorremos alguns dos antigos cones vulcânicos responsáveis pela formação da península do Capelo, bem visíveis no alinhamento Caldeira – Capelinhos (Complexo Vulcânico do Capelo).

### Subida ao Vulcão dos Capelinhos
A erupção ocorrida na freguesia do Capelo, em 1957, criou aquela que ainda hoje é a paisagem natural mais recente de Portugal e única no panorama internacional, o vulcão dos Capelinhos. O início do trilho tem lugar junto do centro de interpretação do Vulcão dos Capelinhos e possui uma extensão de 3,2 km e de dificuldade média, demorando cerca de duas horas para ser efectuado.

### Trilho dos 10 vulcões
O Parque Natural do Faial criou o Trilho dos 10 vulcões , o qual associa vários segmentos dos quatro trilhos referidos anteriormente (o maior dos Açores). Assim, tem ao seu dispor, a oportunidade de efectuar uma caminhada com cerca de 27 km (de duração aproximada de nove horas e com um grau de dificuldade elevado), podendo descobrir uma grande parte da flora endémica dos Açores – desde exemplares de altitude, passando pelos de média altitude e também por espécies características de ravinas e locais abrigados. Uma vez atento, poderá igualmente observar alguns animais bastante interessantes, principalmente aves, muitas delas subespécies endémicas.

### Descida à Caldeira

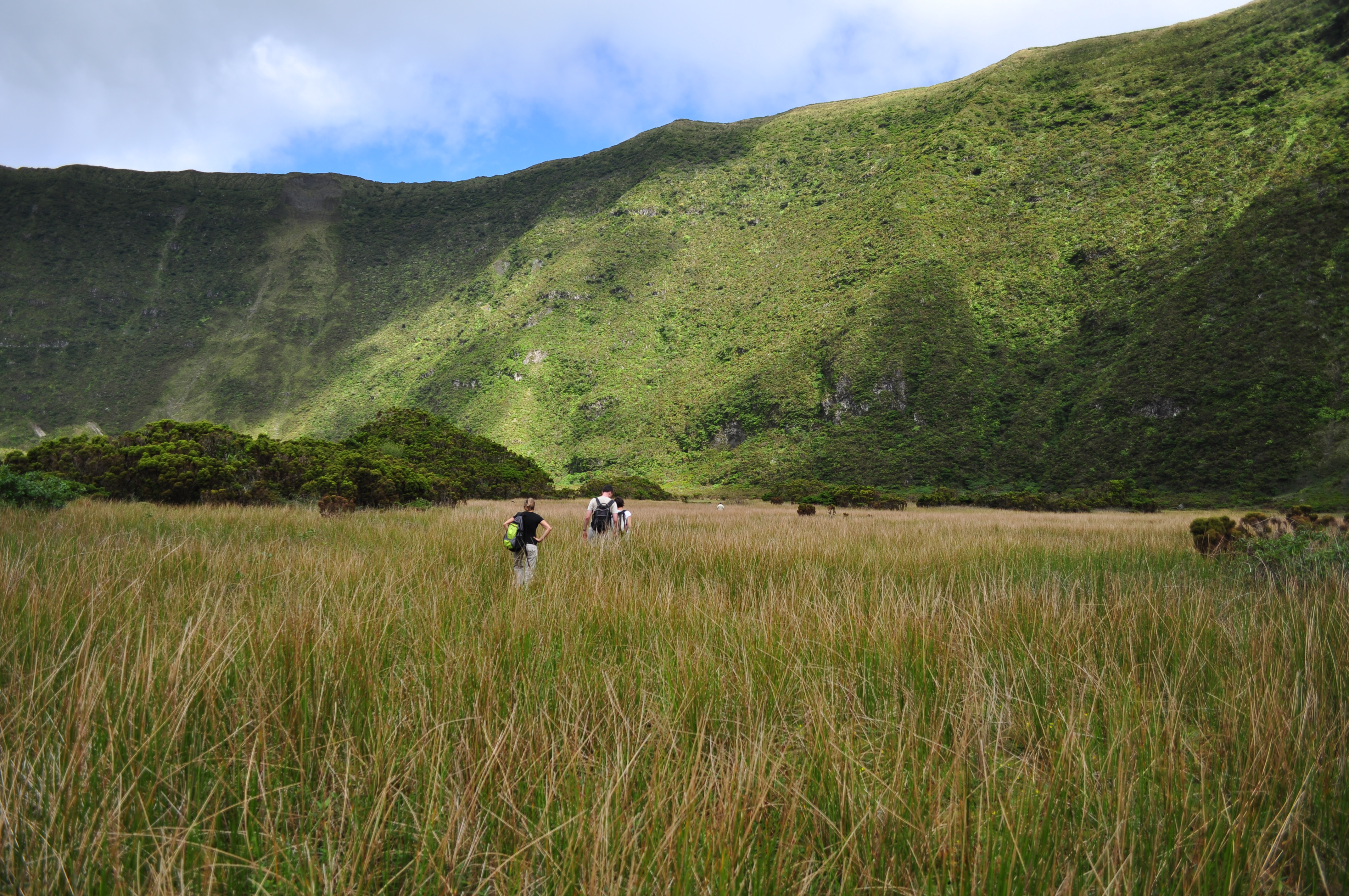
No fundo da Caldeira

Esta Caldeira é um dos melhores locais dos Açores para explorar e observar toda a copiosa exuberância da Laurissilva húmida. Representa uma marca impressionante na paisagem da ilha do Faial, constituindo um dos mais preciosos redutos da flora natural do arquipélago. Numa descida de cerca 400 m, de duração de 3h30m, de dificuldade médio/alta, encontramos a vegetação que cobria a ilha antes do seu povoamento, sendo seguro dizer que, em termos botânicos, caminhará num local parado no tempo e onde a presença do homem pouco se fez sentir.
Para a realização deste trilho é obrigatório fazê-lo na companhia de um guia credenciado pelo PNIFAI.

### Circuito Monte da Guia

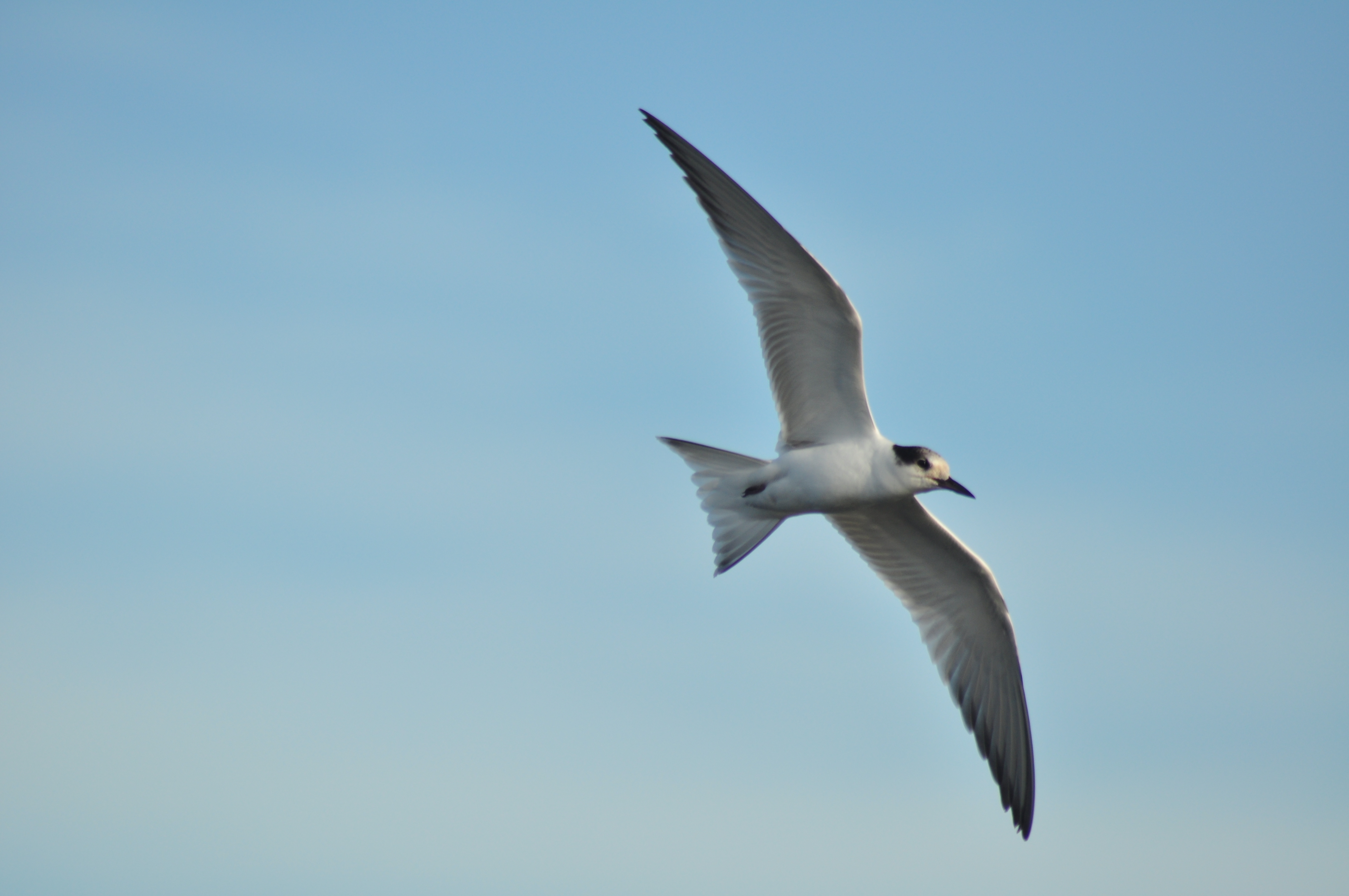
Garajau

O circuito do Monte da Guia tem uma duração estimada de 1h30 ao longo de um percurso de 1,8 km, e de dificuldade baixa. Em 1980, a Zona do Monte da Guia foi a primeira área marinha a ser objecto de regulamentação. É então classificada como Paisagem Protegida. Encontra-se igualmente protegida pela Rede Natura 2000, como Zona  Especial de Conservação. Se o circuito for efectuado  durante as estações da Primavera e do Verão, podem ser daqui observadas algumas espécies da avifauna marinha, como o cagarro (Calonectris diomedea borealis), cujo canto é facilmente reconhecível, à noite, e o garajau-comum (Sterna hirundo), pois é nesta época que estas aves migram para o arquipélago dos Açores a fim de nidificarem.

## Outras áreas de interesse para a conservação da natureza

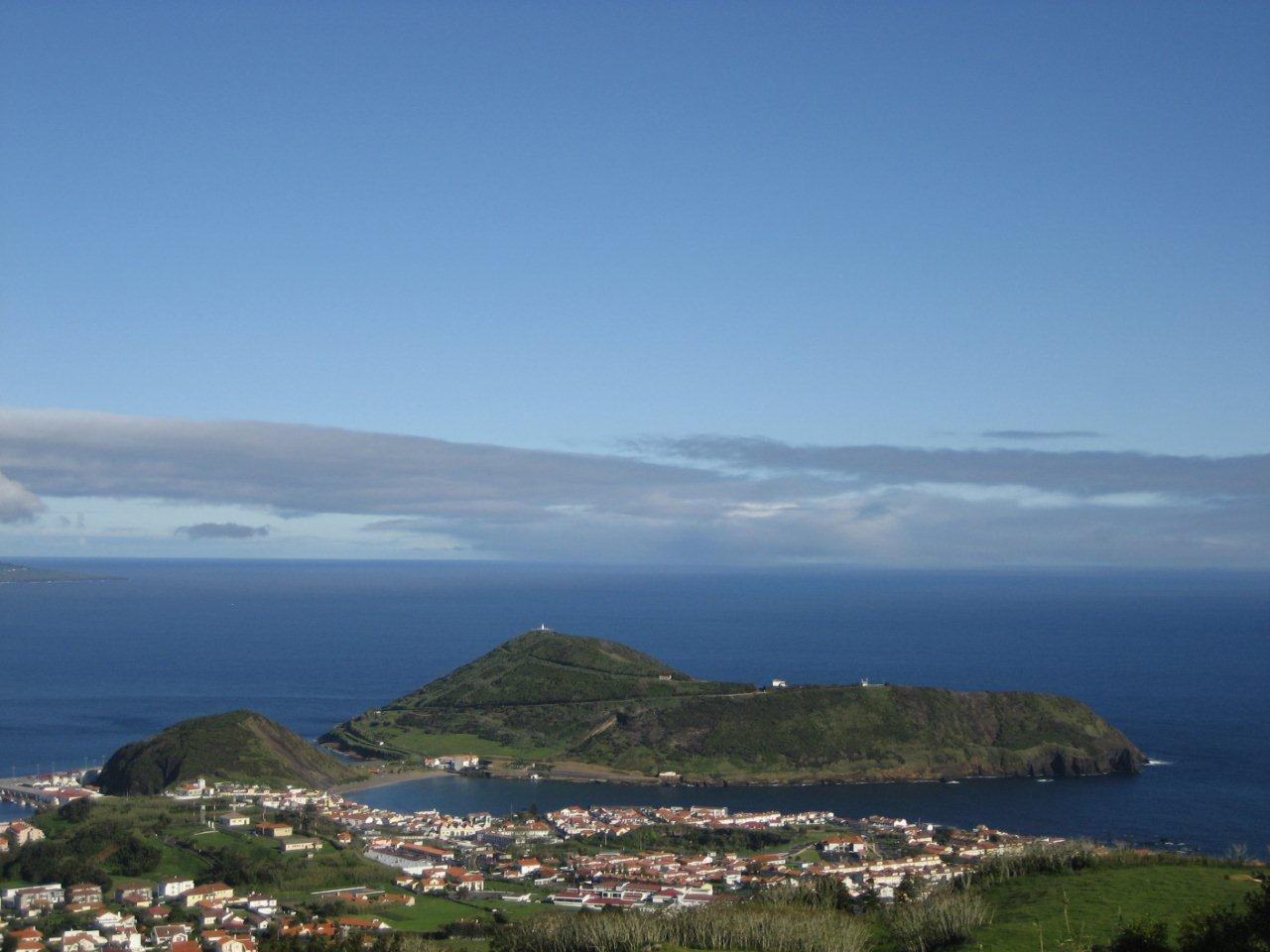
Monte da Guia

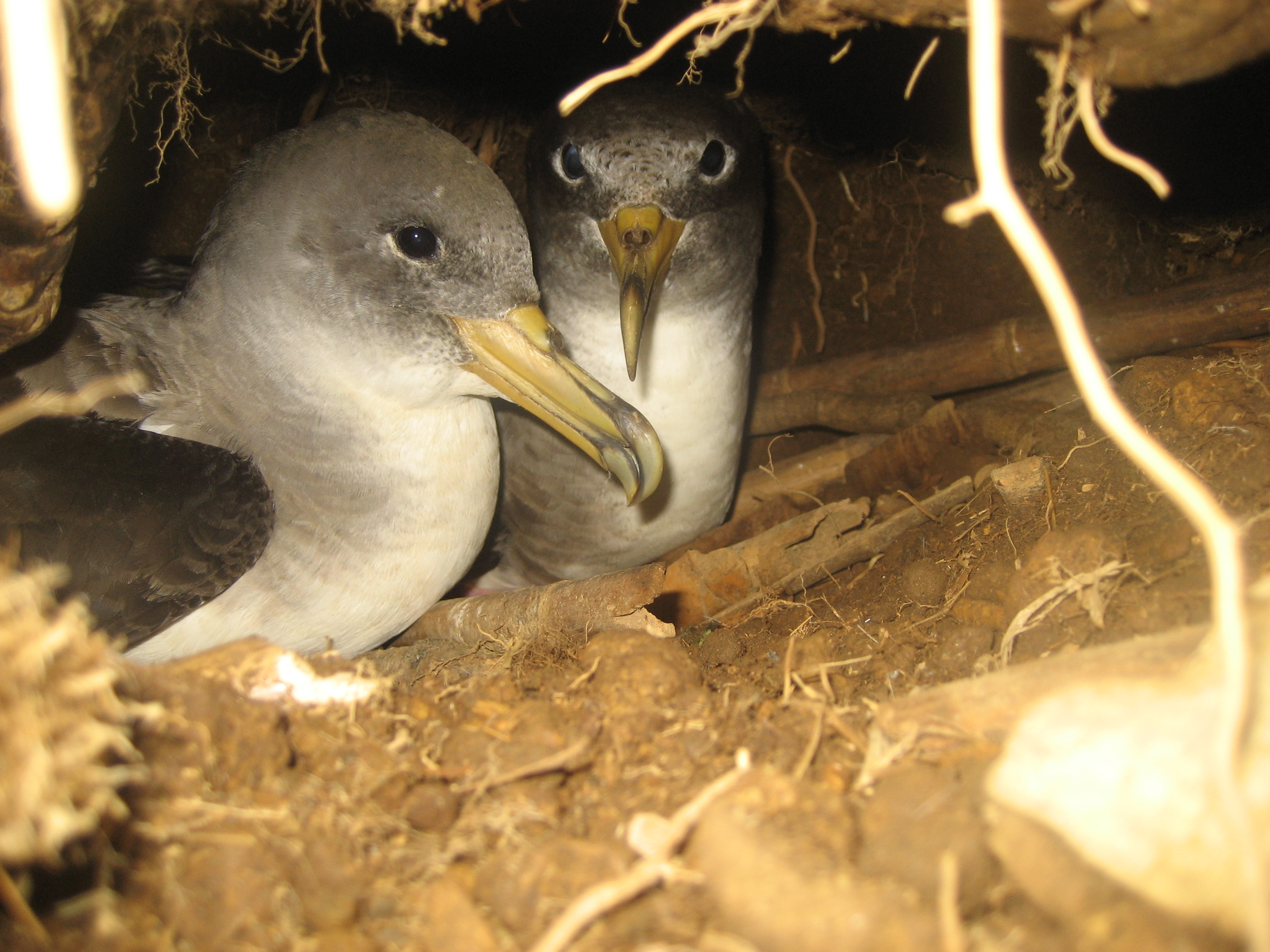
Cagarro

- Paisagem Protegida do Monte da Guia
- Reserva Natural do Morro de Castelo Branco
- Parque Natural Regional do Canal e Monte da Guia
- Reserva Natural da Caldeira do Faial
- Reserva Florestal do Cabouco Velho
- Reserva Florestal do Capelo
- Reserva Florestal de Recreio da Falca
- Reserva Florestal Parcial do Cabeço do Fogo
- Reserva Florestal Parcial do Vulcão dos Capelinhos
- Zona de Protecção Especial para a Avifauna do Vulcão dos Capelinhos
- Zona de Protecção Especial para a Avifauna da Caldeira do Faial